# Леонтьевка (Вологодская область)
Леонтьевка — деревня в Череповецком районе Вологодской области.
Входит в состав Судского сельского поселения, с точки зрения административно-территориального деления — в Судский сельсовет.
Расстояние по автодороге до районного центра Череповца — 44 км, до центра муниципального образования Суды — 6 км. Ближайшие населённые пункты — Малое Ново, Большое Ново, Неверов Бор.На территории деревни есть дачный кооператив.
По переписи 2002 года население — 16 человек.